# Widen
Widen (toponimo tedesco) è un comune svizzero di 3 664 abitanti del Canton Argovia, nel distretto di Bremgarten.

## Monumenti e luoghi d'interesse

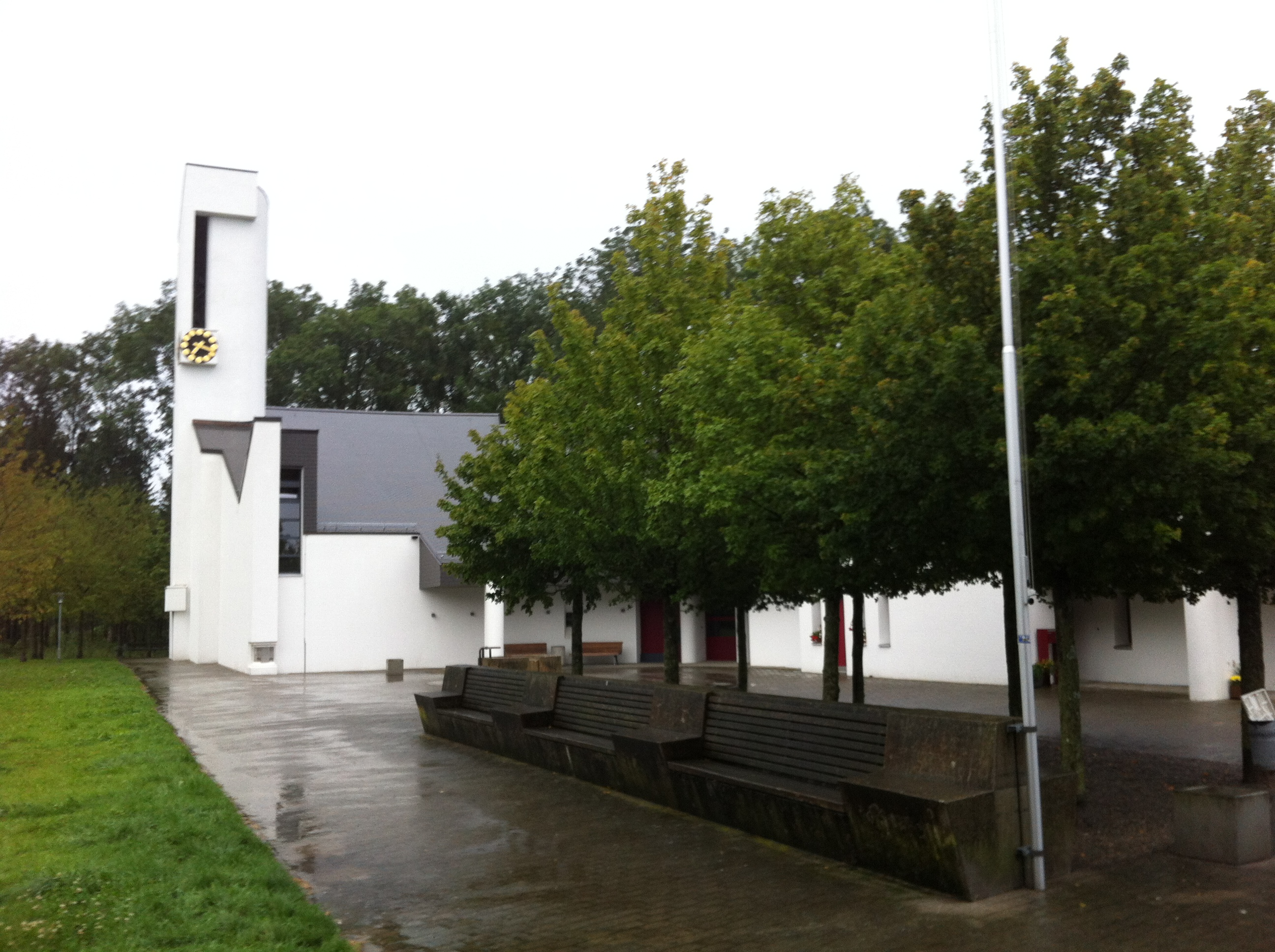
La chiesa riformata di Mutschellen

- Chiesa cattolica di San Nicolao della Flüe, eretta nel 1944[1];
- Chiesa riformata in località Mutschellen, eretta nel 1968[1].

## Società

### Evoluzione demografica
L'evoluzione demografica è riportata nella seguente tabella:
Abitanti censiti

## Infrastrutture e trasporti

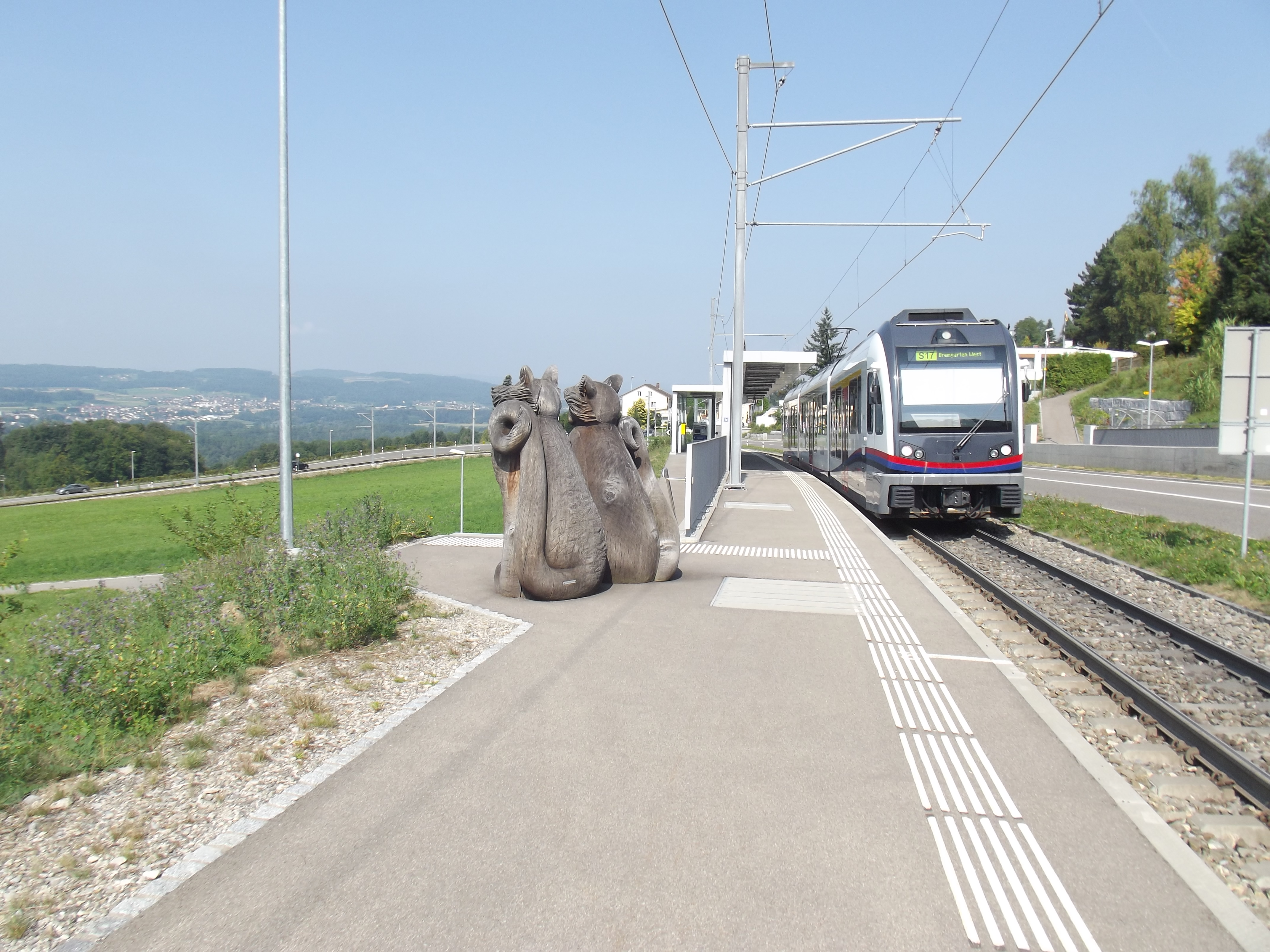
La stazione di Widen Heinrüti

Widen è servito dalla stazione di Widen Heinrüti sulla Bremgarten-Dietikon-Bahn (linea S17 della rete celere di Zurigo).

## Amministrazione
Ogni famiglia originaria del luogo fa parte del cosiddetto comune patriziale e ha la responsabilità della manutenzione di ogni bene ricadente all'interno dei confini del comune.